# Burriana
Burriana là một đô thị trong tỉnh Castellón, Cộng đồng Valencia, Tây Ban Nha. Đô thị Burriana có diện tích 47 kilômét vuông, dân số theo điều tra năm 2010 của Viện thống kê quốc gia Tây Ban Nha là 34.896 người. Đô thị Burriana nằm ở khu vực có độ cao 13 mét trên mực nước biển.